# 불러흙파는쥐
불러흙파는쥐 또는 불러주머니고퍼(Pappogeomys bulleri)는 흙파는쥐과에 속하는 설치류의 일종이다. 멕시코의 토착종이다.

## 특징
불러흙파는쥐는 멕시코 중서부 지역의 토착종이다. 전체 몸길이는 보통 270mm 이하이고, 몸무게는 보통 250g 이하이다. 불러흙파는쥐의 털 색깔은 분포 지역에 따라 회색빛 밝은 색조부터 진한 색까지 다양하며, 꼬리는 털이 없거나 흰 색을 띠고, 꼬리 길이는 몸길이의 약 절반 정도이다.